# Wes Scantlin
Wes Scantlin (właśc. Wesley Reid Scantlin; ur. 9 czerwca 1972 w Kansas City) – amerykański wokalista i założyciel zespołu muzycznego Puddle of Mudd. W 2006 został sklasyfikowany na 96. miejscu listy „100 najlepszych wokalistów wszech czasów” według „Hit Parader”.

## Dyskografia
- Come Clean (2001)
- Life on Display (2003)
- Famous (2007)
- Volume 4: Songs in the Key of Love & Hate (2009)
- re:(disc)overed (2011)